# دیلمان (آلبوم)
دیلمان، نام آلبوم موسیقی سنتی ایرانی است با صدای محمدرضا شجریان و با اهتمام کامبیز روشن‌روان. این آلبوم توسط کانون پرورش فکری کودکان و نوجوانان منتشر شد.

## شرح

### هنرمندان
- خواننده: محمدرضا شجریان
- سنتور: اسماعیل تهرانی
- تار: هوشنگ ظریف
- سه تار: مهربانو توفیق
- کمانچه: رحمت‌الله بدیعی
- نی: کمال سامع
- عود: محمد دلنوازی
- مدیر تولید: محمد اولیائی

### فهرست
قسمت الف
- دستگاه چهارگاه:
  - درآمد سوم، پهلوی، آواز با تار.
  - تصنیف چهارگاه،
- دستگاه سه‌گاه: 
  - مخالف و فرود، آواز کمانچه
  - چهارمضراب با سنتور، پیش در آمد.
  - چهار مضراب با تار، رنگ سه تار.

قسمت ب
- آواز شور همراه با کمانچه.
  - پیش در آمد، چهار مضراب (تصنیف از عارف)
  - رِنگ ار رکن الدین مختاری
- دیلمان، آواز همراه با کمانچه.
- قطعهٔ در قفس از ابوالحسن صبا

## منبع
- جلد اثر